# Torsten Eckbrett
Torsten Eckbrett (Potsdam, Brandemburgo, 13 de abril de 1984) é um canoísta alemão especialista em provas de velocidade.

## Carreira
Foi vencedor da medalha de bronze em K-4 1000 m em Pequim 2008, junto com os seus colegas de equipa Norman Bröckl, Lutz Altepost e Björn Goldschmidt.